# NGC 6902A-1
NGC 6902A-1 في الفهرس العام الجديد، هي مجرة، تقع في كوكبة الرامي. وقد أضيفت لاحقًا إلى الفهرس العام الجديد.
```
.
```

## روابط خارجية
- NGC 6902A-1 على موقع ويكي سكاي: DSS2, SDSS, GALEX, IRAS, Hydrogen α, X-Ray, Astrophoto, Sky Map, Articles and images